# Aéroport international Prince Saïd Ibrahim
Pour les articles homonymes, voir HAH.
L'aéroport international Moroni Prince Saïd Ibrahim (AIMPSI), anciennement Hahaya (code AITA : HAH ; code OACI : FMCH) est un aéroport international au nord de la Grande Comore, situé à Hahaya à environ 20 km au nord de Moroni, la capitale des Comores. Mais la ville de Hahaya ne se trouve qu'à environ 2 km au sud. Son nom lui a été donné en l'honneur de Said Ibrahim.
De cet aéroport, en plus de la compagnie Comores Aviation International qui y est basée, plusieurs compagnies étrangères permettent la desserte de plusieurs destinations dans la région : Unguja (archipel de Zanzibar), Mayotte, Anjouan, Mohéli, Majunga, Antananarivo, Saint-Denis de La Réunion, l'île Maurice, Dar-es-Salam, Nairobi, Mombasa, Addis Abeba, Sanaa, Djibouti et Marseille (Paris-Charles de Gaulle n'étant plus desservi depuis qu'Air France a cessé ses opérations sur l'archipel).

## Historique
En 2003, la France décide d'aider l'aéroport à se mettre aux normes de l'Organisation de l'aviation civile internationale afin de lui permettre d'adhérer à l'Agence pour la sécurité de la navigation aérienne en Afrique et à Madagascar. En septembre 2006, l'Agence française de développement injecte 3 millions d'euros dans la deuxième phase de mise à niveau de l'aéroport, qui concerne les équipements de navigation, réfection de la tour de contrôle, construction d'une rampe d'approche...
En parallèle, une entreprise chinoise se charge de construire une nouvelle extension pour les vols internationaux et des agrandissements de l'aéroport pour un budget de 6 millions d'euros.
Fin janvier 2012, le conseil des ministres acte le lancement des travaux d'extension et d'aménagement de l'aéroport. Une délégation d'ingénieurs irakiens procèdent aux études de faisabilité.
Une rénovation majeure a permis à cet aéroport de se doter d'un terminal répondant à la demande croissante en matière de trafic passagers et d'une piste capable d’accueillir aussi bien des aéronefs de taille moyenne (tels que le Boeing 737 ou l'Airbus A320) que des gros porteurs (tels que le Boeing 777, le Boeing 747 ou les Airbus A330 A340 et Boeing 787.
En mai 2017, un nouveau contrat de réhabilitation et d'extension de l'aéroport est signé avec la société chinoise Sinohydro Coropration Limited. La durée des travaux est estimée à 3 ans, et son budget s'élève à 77 milliards de francs comoriens. Les travaux visent une capacité d'accueil de 4,5 millions de passagers/an, et la réception de 19 avions en même temps. La piste doit être rallongée, passant de 2900m à 3600m de long.
En janvier 2018, la délégation régionale de l'ASECNA s'installe dans de nouveaux locaux au bord des pistes de l'aéroport. En juin 2018, Turkish Airlines devient la première compagnie aérienne non-régionale à desservir les Comores et l'aéroport Saïd Ibrahim.
En 2018, les capacités d'enregistrement des passagers sont toujours limitées à deux comptoirs, ce qui provoque parfois des heures d'attente pour les passagers.

## Situation
| \| 20 km1:921 000 \| Anjouan · Ouani Mohéli Moroni · P. S. Ibrahim |
| 20 km1:921 000                                                     |

## Compagnies aériennes et destinations
| Compagnies         | Destinations                           |
| ------------------ | -------------------------------------- |
| Air Austral        | La Réunion-R. Garros                   |
| Air Tanzania       | Dar es Salam-J. Nyerere                |
| Ethiopian Airlines | Addis-Abeba Bole                       |
| Ewa Air            | Dzaoudzi-M. Henry                      |
| Kenya Airways      | Nairobi-J. Kenyatta                    |
| Precision Air      | Anjouan-Ouani, Dar es Salam-J. Nyerere |
| Turkish Airlines   | En saison : Istanbul                   |

Édité le 19 / 08 / 2022  Actualisé le 2/12/2023
| Année               | 2017    | 2018    | 2019 |
| ------------------- | ------- | ------- | ---- |
| Nombre de passagers | 259 427 | 446 789 |      |
| Évolution           | inconnu |         |      |